# Dragonslayer (filme)
Dragonslayer (no Brasil: O Dragão e o Feiticeiro) é um filme norte-americano de 1981, do gênero aventura, dirigido por Matthew Robbins e estrelado por Peter MacNicol e Caitlin Clarke.
Elogiado por Leonard Maltin, o filme não obteve o sucesso esperado por causa das críticas contra a violência, muito intensa para o público jovem a que se destinava.
Filmado na Escócia, Inglaterra e País de Gales, com elenco predominantemente britânico, o papel principal, no entanto, foi dado ao americano Peter MacNicol, o que pode ser visto como um contrassenso.

## Sinopse
Galen, aspirante a feiticeiro, aprende o ofício com o velho Ulrich. Moradores de uma vila próxima procuram os dois para ajudá-los contra o chefe do lugar, que oferece virgens em sacrifício a um feroz dragão. A dupla se apronta para enfrentar o monstro, principalmente depois que a bela Valerian se oferece para ser imolada. Como as habilidades de Ulrich se mostram falhas, um titubeante Galen toma a frente para provar que é capaz de vencer a maldita criatura.

## Principais premiações
| Patrocinador                                  | Prêmio | Categoria                                       | Situação |
| --------------------------------------------- | ------ | ----------------------------------------------- | -------- |
| Academia de Artes e Ciências Cinematográficas | Oscar  | Melhores Efeitos Especiais Melhor Trilha Sonora | Indicado |

## Elenco
| Ator/Atriz       | Personagem       |
| ---------------- | ---------------- |
| Peter MacNicol   | Galen            |
| Caitlin Clarke   | Valerian         |
| Ralph Richardson | Ulrich           |
| John Hallam      | Tyrian           |
| Peter Eyre       | Casiodorus Rex   |
| Albert Salmi     | Greil            |
| Sydney Bromley   | Hodge            |
| Chloe Salaman    | Princesa Elspeth |
| Roger Kemp       | Horsrik          |